# Ablabesmyia quadrinotata
Ablabesmyia quadrinotata es una especie de insecto díptero del género Ablabesmyia, familia Chironomidae.

Fue descrito por primera vez en 1915 por Lundstrom. 

## Distribución
Se distribuye por Rusia.